# 3-clorooctano
El 3-clorooctano, también llamado etilhexilcloruro, es un compuesto orgánico de fórmula molecular C8H17Cl. Es un haloalcano lineal de ocho carbonos con un átomo de cloro unido al carbono 3 de la cadena. Dicho carbono es asimétrico, por lo que existen dos enantiómeros de este compuesto.

## Propiedades físicas y químicas
A temperatura ambiente, el 3-clorooctano es un líquido que tiene su punto de ebullición a 173 °C y su punto de fusión en torno a -51 °C, aunque ambos valores son estimados.
Posee una densidad inferior a la del agua, ρ ≃ 0,862 g/cm³.
El valor del logaritmo de su coeficiente de reparto, logP ≃ 4,1, indica que es mucho más soluble en disolventes apolares que en disolventes polares.

## Síntesis
El 3-clorooctano se prepara por reacción de 3-octanol con cloruro cianúrico durante un período de 9 horas a una temperatura de reacción de 70 °C. Después de su extracción con hidróxido de sodio, la fase líquida resultante contiene un 69% de 3-cloroctano.
La cloración del 3-octanol puede también llevarse a cabo con clorometilsilanos en presencia de una cantidad catalítica de cloruro de bismuto, obteniéndose, además de 3-clorooctano, sus isómeros 2-clorooctano y 4-clorooctano.
Otra vía de síntesis de este cloroalcano es por tratamiento de alcanosulfonatos con cloruro de 1-butil-3-metilimidazolio. Con este procedimiento se alcanza un rendimiento del 93%.

## Usos
El 3-clorooctano se puede emplear para producir 3-octanol y sus ésteres a partir de su reacción hidratada con amidas de ácidos carboxílicos.
También se utiliza en la síntesis de disulfuros orgánicos a partir de tetratiocarbonatos.
Otro posible uso de este cloroalcano es en la elaboración de polímeros funcionalizados con heterociclos de nitrógeno activados que contienen un grupo funcional colgante.